# Tycho Aurén
Tycho Emanuel Ericson Aurén, född 19 april 1870 i Hässjö församling, död 1955 i Danderyds församling, var en svensk kemist och skolman.
Tycho Aurén var son till komminister Anders Ericson och Emma Kristina Aurén. Han avlade mogenhetsexamen vid Umeå högre allmänna läroverk 1890 och blev student vid Stockholms högskola 1891. Efter att ha varit elev vid Kungliga telegrafverket från 1891 och extra ordinarie assistent från 1892 blev Aurén student vid Uppsala universitet 1893, filosofie kandidat 1895, filosofie licentiat 1898 och filosofie doktor 1901. Åren 1896-97 hade Aurén varit lärare i fysik vid Telegrafverkets undervisningsanstalt, och var därefter assistent vid verket 1897-1906. 
År 1901 var han tillförordnad lektor i fysik och kemi vid Umeå högre allmänna läroverk, föreläsare i elektricitetslära och meteorologi vid Södermalms arbetarinstitut 1902-03, genomgick provårskurs vid högre realläroverket i Stockholm 1903-04, var tillförordnad lärare i fysik och extralärare i matematik vid sjökrigsskolan 1903-04 samt lärare i fysik vid artilleri- och ingenjörshögskolan 1904-06. Han blev lektor i fysik och matematik vid Norrköpings högre allmänna läroverk 1906 samt lektor i fysik vid Högre lärarinneseminariet 1912.
Aurén innehade även förordnanden vid meteorologiska centralanstalten 1896-1903 och vid patent- och registreringsverket 1903, . Han var även medlem och sekreterare i beredningen för ombyggnad av Norrköpings läroverkshus 1909, föreståndare för Norrköpings arbetarinstitut 1901-13, extra lärare i fysikaliska laborationer vi Norrköpings tekniska elementarskola 1910 . Aurén gjorde undersökningar av zinks löslighet i syra och kunde då konstatera att reaktionshastigheten inte utgjorde en exponentiell graf utifrån höjd temperatur såsom tidigare antagits. Han gjorde även undersökningar för Nobelinstitutet av röntgenstrålars absorbering.